# 뉴캐슬 국제 스포츠 센터

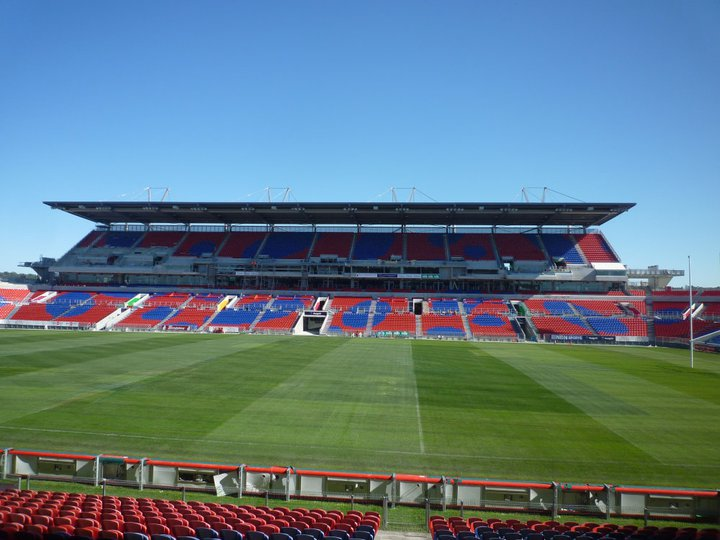

뉴캐슬 국제 스포츠 센터(Newcastle International Sports Centre)는 오스트레일리아 뉴사우스웨일스주 뉴캐슬의 경기장이다. 축구, 럭비, 야구 경기가 열린다.
A리그 뉴캐슬 유나이티드 제츠 FC의 홈구장이다.

## 기록

### 2020년 하계 올림픽 축구 여자 아시아 지역 예선 플레이오프
| 날짜           | 팀 1           | 스코어 | 팀 2   | 라운드 |
| -------------- | -------------- | ------ | ------ | ------ |
| 2020년 3월 6일 | 오스트레일리아 | 5 - 0  | 베트남 |        |